# Theodora Gkountoura
Teodora Gkountoura (in greco Θεοδώρα Γκουντούρα?; Atene, 14 marzo 1997) è una schermitrice greca, specializzata nella sciabola.
Ha vinto la medaglia di bronzo al campionato mondiale di scherma 2019, prima medaglia mai vinta dalla Grecia in un mondiale.

## Palmarès
- Mondiali

Budapest 2019: bronzo nella sciabola individuale.
Milano 2023: bronzo nella sciabola individuale.